# Дворец Нации (Душанбе)
Дворе́ц На́ции (тадж. Қасри Миллат) — крупный дворец в центре столицы Таджикистана Душанбе, главная и основная государственная резиденция Президента Республики Таджикистан с 2008 года. В некоторых источниках ошибочно называется и пишется как Дворе́ц На́ций. Среди душанбинцев также известен как Президе́нтский дворе́ц.
Находится в самом центре города Душанбе, на улице Шириншо Шотемура. К западу от дворца протекает река Душанбинка и проходит проспект Хафиза Ширази, к юго-западу находится парк культуры и отдыха Пойтахт-90, с востока, с севера и с юга дворец примыкает в ансамбль, в которую входят площадь и парк Национального флага c 165-метровым флагом Таджикистана, Национальный музей Таджикистана, парк имени Рудаки с его памятником, а также названный в честь него проспект, площадь с монументом в честь Государственного герба Республики Таджикистан, площадь Дусти с фонтанами и памятником Исмаилу Самани, Национальная библиотека Таджикистана, а также Дом радио и телевидения и Здание правительства Республики Таджикистан и Здание Парламента Таджикистана.
Фотографирование дворца не запрещено, но он закрыт для обычных посетителей и туристов, так как является стратегическим объектом и тщательно охраняется сотрудниками Службы безопасности Президента Республики Таджикистан, военнослужащими Национальной (президентской) гвардии Республики Таджикистан, агентами и сотрудниками ГКНБ Республики Таджикистан и МВД Республики Таджикистан. На дворец можно посмотреть с окружающей территории, которая включает парк Пойтахт-90, парк имени Рудаки, площадь и парк Национального флага, площадь с монументом в честь Национального герба. Кроме того, дворец издалека виден с площади Дусти и части центра Душанбе.

## История
Строительство дворца было начато в 2000 году по инициативе президента Таджикистана Эмомали Рахмонова, и посвящено «основателю первого централизованного государства таджиков» — Исмаилу Самани. В августе 2008 года, в канун очередного, 13-го саммита глав стран-членов ШОС, который во второй раз в истории проходил в Душанбе, строительство было завершено и дворец принят к эксплуатации. Часть мероприятий того саммита ШОС проходили в этом дворце.
Осуществление строительных и отделочных работ дворца производила итальянская строительная компания Codest, монтаж проекта осуществляла российская компания ГК «Янтарная прядь — паркет». В строительстве также принимали участие таджикские, турецкие, украинские, иранские и китайские компании и строители. 90 % всех материалов, использованных для строительства и отделки были специально привезены из Италии.

## Описание
Об основных характеристиках дворца дозированно сообщали государственные и независимые таджикские СМИ. По данным обнародованных в WikiLeaks секретной телеграммы дипломата из посольства США в Душанбе в 2008 году, администрация президента Таджикистана вместе с основным строителем дворца устроили для иностранных послов и дипломатов экскурсию во дворец. Экскурсию для дипломатов лично проводил ответственный менеджер строительства от итальянской компании по имени Роберто Берточини. Дворец признан крупнейшим по площади зданием в Душанбе. Дворец представляет собой шестиэтажное (с высокими потолками) здание белого цвета, в центре крыши которого помещён большой золотистый купол из вольфрама диаметром в 25 метров. С четырёх сторон здание поддерживают множество высоких, 20-метровых колонн. У главного входа находятся высокие и широкие лестницы. Общая площадь дворца составляет примерно 9 гектаров. Размеры напольного покрытия и итальянского паркета составляет примерно 2685 м², имея рисунки и узоры, не имеющих аналогов. Дворец имеет множество залов для приёмов, конференц-залов, свыше 100 комнат и помещений, большинство которых имеют большие и дорогие люстры, итальянские колонны, а стены отделаны дорогими обоями, позолотой и драгоценными камнями. Интерьеры здания в целом имеют итальянский дизайн и соответствующую отделку и мебель. Когда иностранные дипломаты, участвовавшие на экскурсии поинтересовались у гида, почему интерьер здания итальянский, а элементы традиционной таджикской и исламской архитектуры в интерьере практически отсутствуют, гид рассказал, что Эмомали Рахмон очень любит Италию и увлекается итальянской архитектурой и культурой, и соответственно по его желанию интерьер здания был сделан по-итальянски. Гид отметил, что из местных материалов использовался только цемент. 90 % всех материалов, использованных для строительства и отделки были специально привезены из Италии, остальные из других стран. В строительстве были использованы высочайшего качества мрамор, драгоценные порода дерева и паркет, сусальное золото, благородные металлы.
По тем же данным, обнародованным в WikiLeaks, в здании имеются 4 стеклянных лифта, из которых открывается вид на центральное фойе дворца, на потолке которого висит 18-метровая люстра из драгоценных камней. Из высоких окон залов дворца открываются шикарные виды на центр Душанбе, на его центральные достопримечательности и на окружающие горы. По данным тех же дипломатов, побывавших на экскурсии, внутри здания имеется собственная большая президентская спальня и покои, кухня, большое джакузи, бассейн, сауна, хаммам, большой тренажёрный зал, комната для массажа, а также собственно большой личный рабочий кабинет президента, который дипломаты охарактеризовали «чрезвычайно пышным». При необходимости, президент сможет проживать внутри дворца не выезжая никуда, так как имеются все удобства. На цокольном этаже дворца имеются также помещения, а также специальный бункер, защищающий от военных действий и природных катаклизмов. Дворец имеет большую террасу на крыше, где имеется большой бар и зона отдыха, и откуда открывается вид на Душанбе и на окружающие его высоченные горы. По словам строителей, Эмомали Рахмон каждый день как минимум три раза звонил руководителям работ и интересовался ходом строительства. Некоторые дизайнеры и архитекторы отмечают, что интерьеры и частично экстерьер дворца похожи на так называемое «цыганское барокко», и соответственно выдают вкус владельца и его представления о «евростиле, люксе, шике и о богатых убранствах» типа «дорого-богато».

## Критика

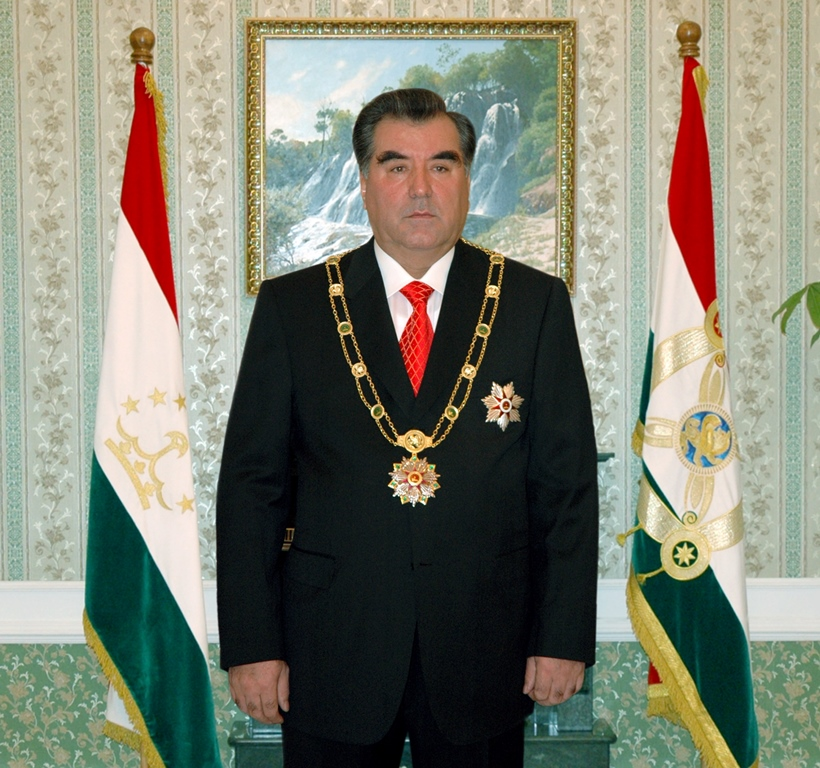
Инициатор строительства и основатель Дворца Нации — президент Таджикистана Эмомали Рахмон

По данным обнародованных в WikiLeaks дипломатических телеграмм, при строительстве дворца были нарушены права ряда граждан. Так, на северной стороне, где ныне находится дворец, находилась старинная махалля, жителей которых спешно и под различными надуманными угрозами выселили и разрушили их дома для строительства этого дворца. Среди снесённых зданий оказалась старинная Душанбинская синагога и небольшая мечеть. В качестве материальной компенсации, каждому владельцу разрушенных домов и зданий было заплачено всего по 250 долларов США, что в несколько десятков раз ниже стоимости снесённых домов. Свыше 700 человек, дома которых были снесены, организовали протест, который спешно был подавлен милицией и сотрудниками ГКНБ, некоторые наиболее активные протестующие были арестованы и подвергнуты суду по сфабрикованным делам.
По тем же данным в WikiLeaks, на строительство дворца было потрачено свыше 100 миллионов долларов США только из бюджетных средств Таджикистана, не считая сбора обязательной «дани» с предпринимателей, которым в случае неуплаты угрожали проблемами. Источники американских дипломатов критиковали Рахмона в готовности потратить большие суммы из государственного бюджета ради своего удовольствия. Таджикская оппозиция как в ходе строительства дворца, так и после его окончания критиковала Эмомали Рахмона в бездумной трате бюджетных средств, называя строительство нового президентского дворца «пиром во время чумы» и «танцем на костях», напоминая о тяжелой социально-экономической ситуации в стране после опустошительной гражданской войны, из-за которой свыше половины населения жила в черте бедности, свирепствовала безработица и коррупция.

## Интересные факты
В августе 2015 года англоязычный интернет-портал Theestle.Net разместил рейтинг десяти красивейших и лучших по архитектуре президентских дворцов мира. По версии сайта, Дворец Нации в Душанбе по уникальности своей архитектуры занял второе место, уступив Белому Дому в Вашингтоне.
В 2010 году Национальный банк Таджикистана выпустил банкноту (находится в обращении до сих пор) номиналом в 500 сомони (это самая крупная в номинале банкнота сомони), на оборотной стороне которой запечатлён Дворец Нации в Душанбе.

## Галерея

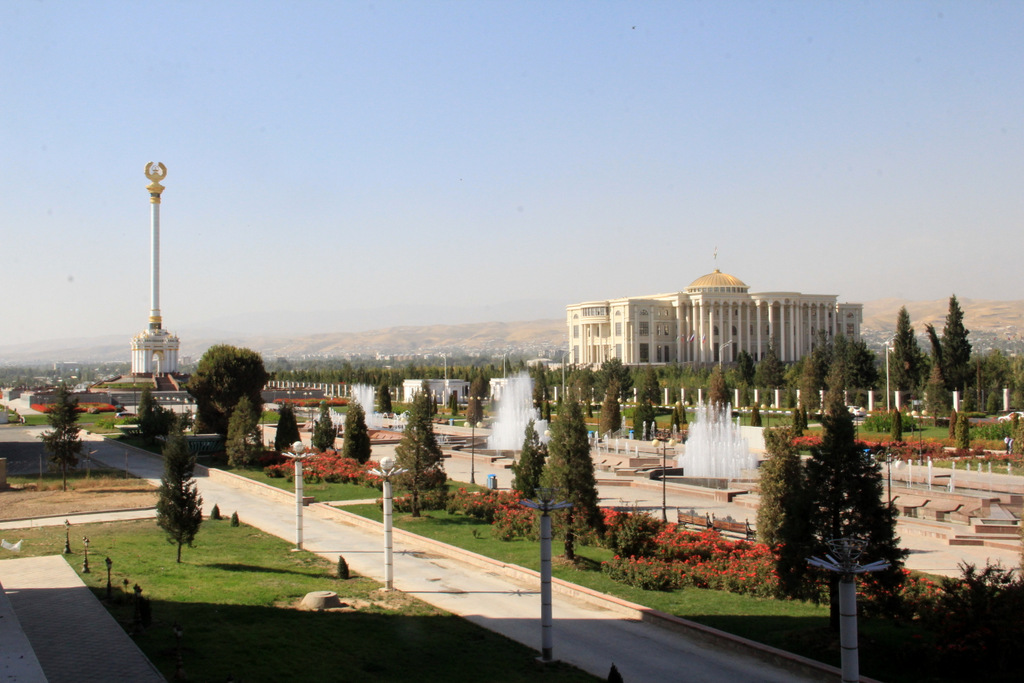
Общий вид на площадь Дусти с Дворцом Нации
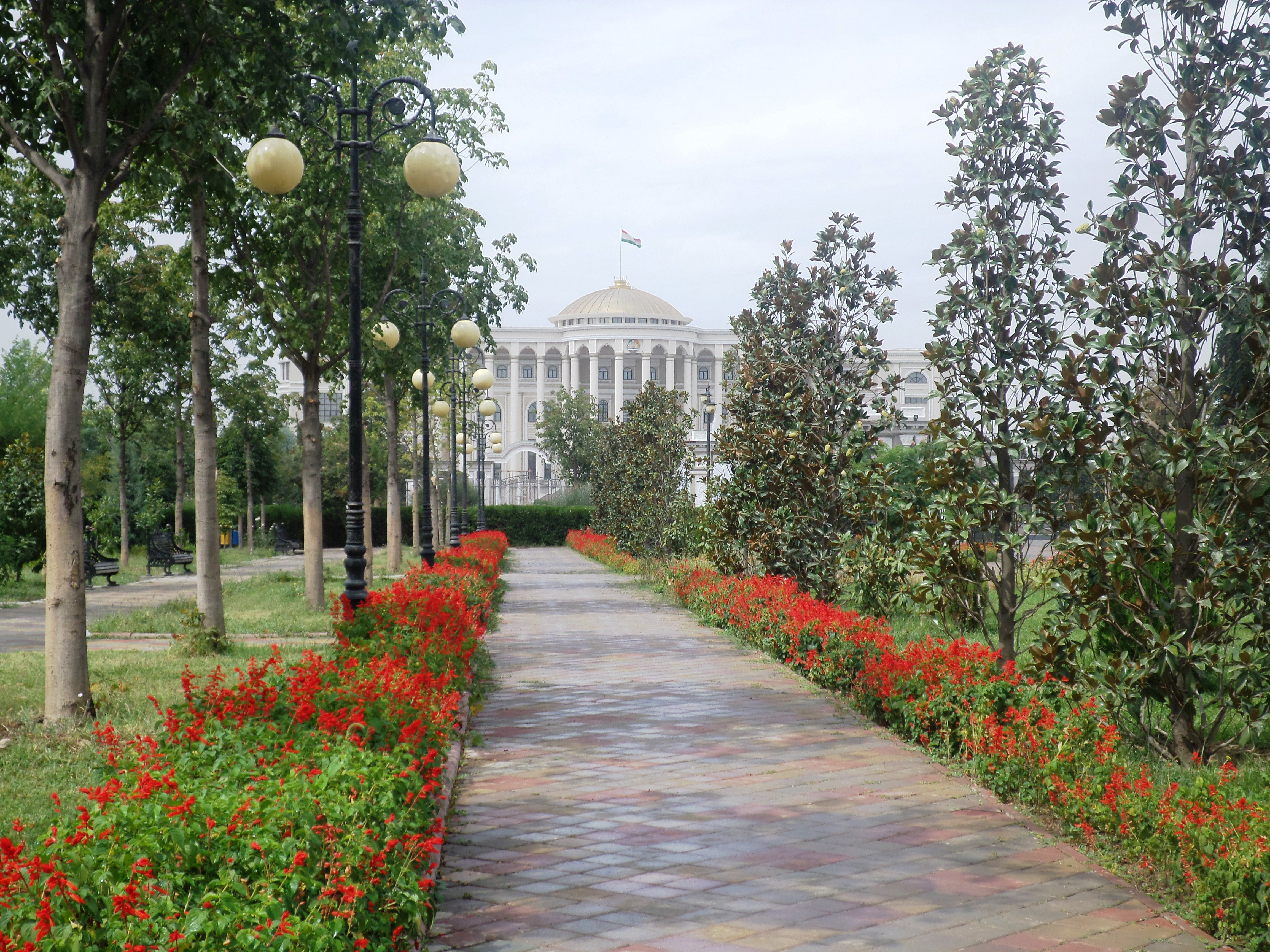
Бульвар у Дворца Нации
Фонтаны у Дворца
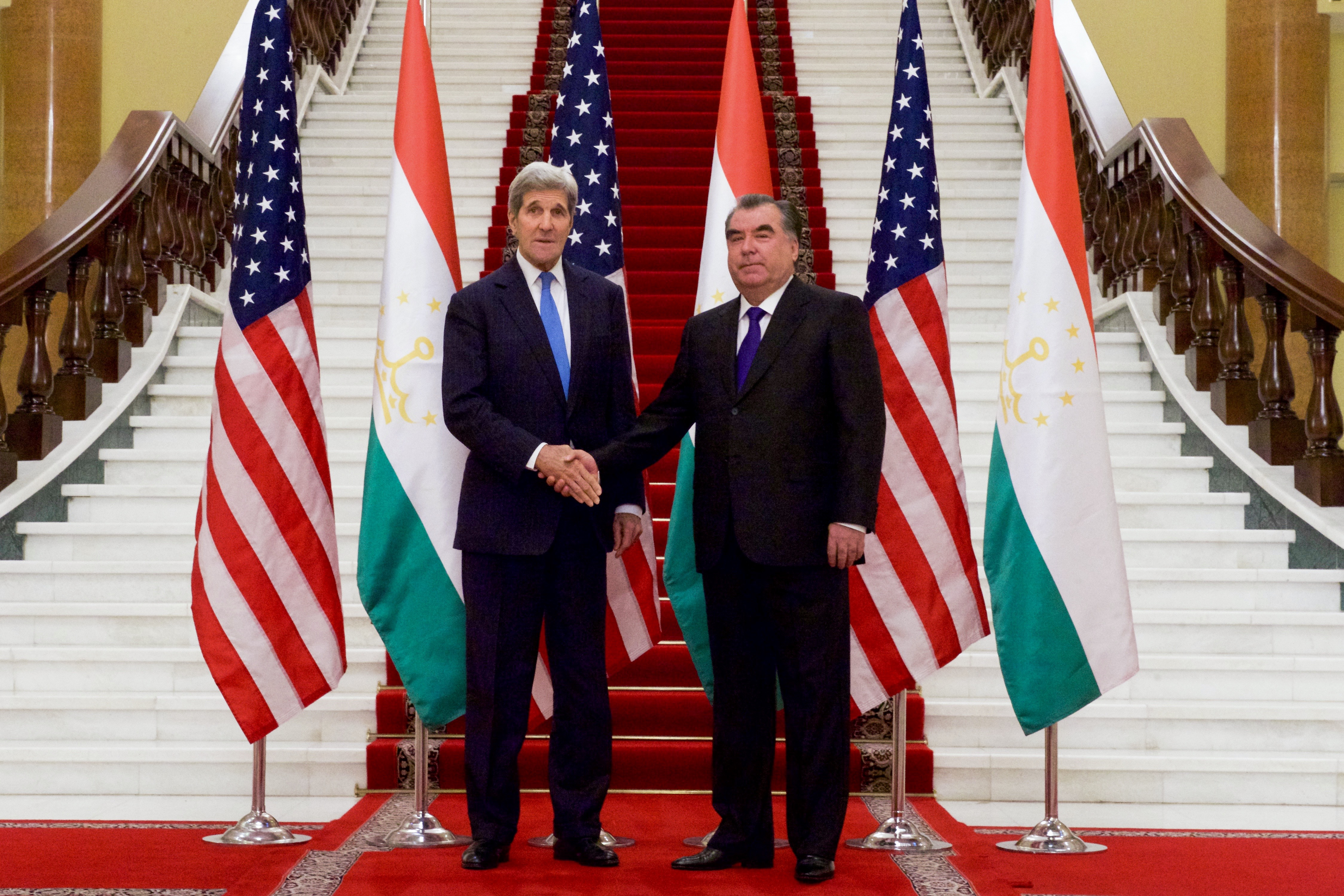
Государственный секретарь США Джон Керри и президент Таджикистана Эмомали Рахмон во Дворце Нации, 2015 год
Дворец перед завершением строительства, 2008 год